# Покахонтас 2: Подорож у Новий Світ
«Покахонтас 2: Подорож у Новий Світ» (англ. Pocahontas II: Journey to a New World) — американський музично-пригодницький анімаційний фільм 1998 року вийшовший відразу на відео, продовження мультфільму «Disney» 1995 року «Покахонтас», воно зосереджене на подорожі Покахонтас до Англії з Джоном Рольфом для переговорів про мир між двома націями, хоча її смерть не згадується у фіналі мультфільму.

## Ролі озвучували
| Персонаж           | Оригінал                        | Український дубляж                          |
| ------------------ | ------------------------------- | ------------------------------------------- |
| Покахонтас         | Ірен Бедард (вокал — Джуді Кун) | Ольга Гриськова (вокал — Валентина Лонська) |
| Джон Сміт          | Донал Ґібсон                    | Петро Сова                                  |
| Губернатор Реткліф | Девід Оґден Стірс               | Володимир Кокотунов                         |
| Повгатан           | Рассел Мінс                     | Михайло Кришталь                            |
| Джон Рольфі        | Біллі Зейн                      | Іван Розін                                  |
| Король Джеймс      | Джим Каммінгс                   | Андрій Альохін                              |
| Королева Анна      | Фінола Г'юз                     | Олена Борозенець                            |
| Місіс Дженкінс     | Жан Стейплтон                   | Надія Кондратовська                         |
| Накома             | Мішель Сент-Джон                | Юлія Шаповал                                |
| Бабуся Верба       | Лінда Гант                      | Ірина Дорошенко                             |

### Інформація про дубляж
Дубльовано студією «LeDoyen» на замовлення «Disney Character Voices International».
- Перекладач тексту та пісень, автор синхронного тексту — Роман Кисельов
- Режисерка дубляжу — Ольга Фокіна
- Музична редакторка — Тетяна Піроженко
- Звукорежисерка — Олена Лапіна
- Звукорежисер перезапису — Михайло Угрин

Ролі також дублювали: Михайло Кукуюк, Олександр Завальський, Катерина Башкіна-Зленко, Вікторія Хмельницька, Володимир Бугай, Леонід Попадько, В'ячеслав Дудко, Роман Солошенко, Тетяна Піроженко, Вероніка Дорош, Євген Анишко, Сергій Юрченко, Володимир Трач, Павло Лі, Наталя Надірадзе, Лариса Уманцева та інші.

## Реліз
Спочатку фільм був випущений на VHS як частина колекції «Walt Disney Home Video». Через два роки він був перевиданий на VHS, а також на DVD 5 вересня 2000 року як частина «Walt Disney Gold Classic Collection».
21 серпня 2012 року фільм був випущений як частина «2-Movie Collection» разом із приквелом «Покахонтас» у форматах DVD і Blu-ray.  Потім 28 лютого 2017 року фільм було перевипущено як частину колекції «2-Movie Collection» із приквелом у комбінації Blu-ray/Digital HD.

## Критика
На сайті Rotten Tomatoes рейтинг схвалення фільму становить 29% на основі 7 рецензій із середньою оцінкою 4,4/10. Джо Лейдон з «Вараєті» назвав його «надто м'яким і шаблонним» для дорослих, але сказав, що дітям воно, швидше за все, сподобається. «TV Guide» оцінив фільм у 2/5 зірок.  Рецензент назвав його «досить добре зробленим», але сказав, що він «страждає від звичайних недоліків непереконливого сюжету та слабких пісень». У «Entertainment Weekly» Майкл Сотер оцінив його на C+ і назвав «стандартним, але приємним тарифом для дошкільного набору».